# Idriz Voca
Idriz Voca (* 15. Mai 1997 in Stans) ist ein schweizer-kosovarischer Fussballspieler, der bei Cosenza Calcio in der italienischen Serie B unter Vertrag steht.

## Karriere

### Verein
Seine Juniorenzeit verbrachte Idriz Voca beim FC Hergiswil und dem FC Luzern. Zuerst spielte der Mittelfeldakteur dort in dessen viertklassigen Reserveteam, ehe er in der Winterpause 2016/17 den Sprung in die Profimannschaft schaffte. Voca absolvierte sein erstes Pflichtspiel am 5. April im Halbfinale des Schweizer Cups beim FC Sion. Er wurde in der Verlängerung eingewechselt und traf beim Penaltyschiessen. In der Schweizer Super League debütierte Voca am 17. April 2017 beim Heimspiel gegen den FC St. Gallen, wo er eingewechselt wurde. Am 10. Mai 2017 unterschrieb er beim FC Luzern seinen ersten Profivertrag bis Ende Juni 2020. Am 21. März 2018 verlängerte der FC Luzern den Vertrag mit Voca vorzeitig bis Ende Juni 2021.
Voca schoss am 26. August 2018 sein erstes Meisterschaftstor in der Super League für den FC Luzern beim 1:0-Auswärtssieg gegen den FC St. Gallen. Die Saison 2020/21 verbrachte er dann beim MKE Ankaragücü in der Türkei. Anschließend war er sechs Monate vereinslos, ehe ihn Cosenza Calcio aus der italienischen Serie B verpflichtete.

### Nationalmannschaft
Voca absolvierte 2017 drei Juniorenländerspiele für die kosovarische U-21-Auswahl und gab dann am 24. März 2018 sein Debüt in der A-Nationalmannschaft beim Testspiel gegen Madagaskar. Beim 1:0-Sieg im Fadil-Vokrri-Stadion von Pristina wurde er in der 80. Minute für Edon Zhegrova eingewechselt.